# Brigada Contra Incendios Forestales de Palmarito
La Brigada Contra Incendios Forestales de Palmarito, conocida localmente como Tragahumo de Palmarito, es el grupo de defensa ecológico dedicado a los servicios públicos de prevención, vigilancia y extinción de incendios forestales del estado venezolano de Aragua, con especial atención a la cordillera norte del Parque nacional Henri Pittier. Fundado el 7 de marzo de 1972, el BCIF de Palmarito tiene como sede el comando Rogelio Mayora Planchez en el pico Palmarito de la zona norte del río Las Delicias de la ciudad de Maracay y al este de la fila Cola de Caballo. Desde el 17 de mayo de 2005 se celebra el día regional del combatiente de incendios forestales en memoria de un grupo de seis brigadistas voluntarios asociados al BCIF de Palmarito fallecidos en el parque Henri Pittier extinguiendo las llamas de un voraz incendio en 1996. El BCIF de Palmarito son los fundadores y principales entrenadores del grupo ecológico infantil “Patrulleritos Forestales” de la ciudad de Maracay. Para el 2013, la brigada contaba con más de 40 voluntarios entre combatientes y personal de logística.

## Justificación
Desde el inicio de la habitación humana de las faltas sur del Parque Henri Pittier, se hicieron más frecuentes la aparición de Incendios Forestales a fines de los años 1960. Un grupo de voluntarios fundadores de la zona "Palmarito", al norte del Zoológico de Las Delicias se reúnen para la creación de servicios de extinción de nueva generación. La utilización de nuevas fuentes de energía (gas, electricidad, petróleo,...) en lugar de la madera, el progresivo abandono del medio rural y forestal y la supresión del régimen de incendios de baja intensidad ha propiciado la acumulación de grandes cantidades de biomasa y necromasa que año tras año se acumulan en los pequeños cerros que colindan la falda de la cordillera del norte de Venezuela.
Esta nueva agrupación dieron respuesta cada año a incendios movidos por esos excepcionales stocks de combustible forestal que generan grandes longitudes de llama y elevadas velocidades de propagación. Para frenar estos incendios fue necesario entrenamiento en los conocimientos multidisciplinares como el estudio del comportamiento del fuego (incendios de diseño, simuladores estáticos y dinámicos del fuego, meteorología, incendios históricos,…), el entender el papel del fuego dentro de los ecosistemas (estudio del régimen de incendios y piroecología de las especies) o saber gestionar los combustibles mediante el uso del fuego técnico (quemas prescritas, contrafuegos, quemas de ensanche, quemas de definición de perímetro, haciendo del BCIF de Palmarito los gestores del fuego y del territorio natural del norte del estado Aragua.

## Orígenes
El 7 de marzo de 1972 se reúnen en los alrededores de la colina este de Plamarito un grupo de voluntarios coordinados por lugareños expertos de la zona y dirigidos por varios miembros de la familia Planchez, oriundos de Chuao, un pueblo situado en el costado norte del Henri Pittier. Entre los pocos convenios de colaboración con las que contaba el recién creado grupo estaba el grupo de Defensa Civil de Maracay y los bomberos voluntarios de la ciudad. Poco después la Universidad Central de Venezuela, Núcleo Aragua, participa en la revisión de los conocimientos y especificidades de la ecología forestal de sabana, bosques y selvas nubladas y evaluaban la viabilidad y posibilidades de aplicación de quemas prescritas en la zona de riesgo.

## Financiamiento

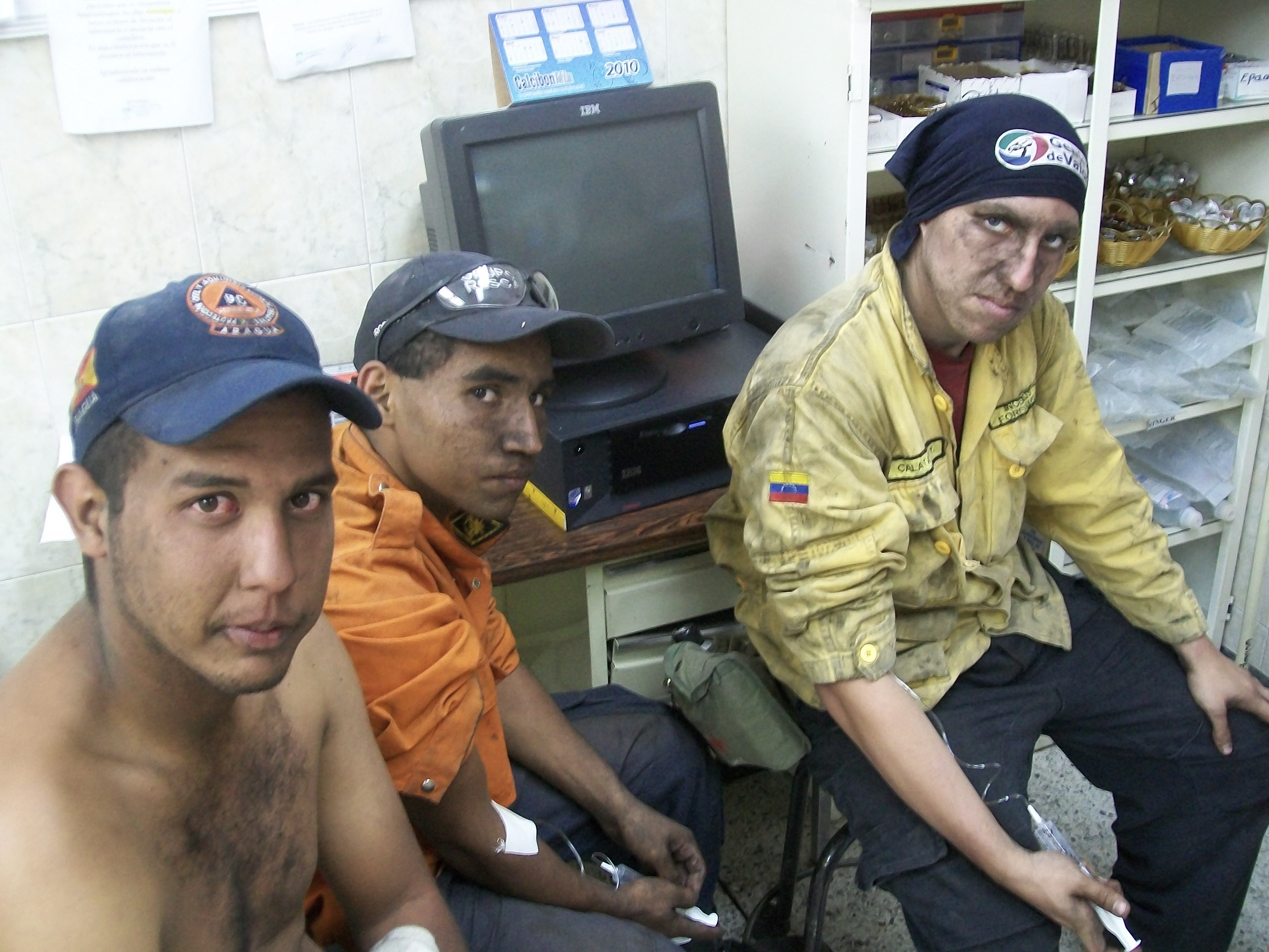
Miembros de la brigada contra incendio recibiendo tratamiento en el Ambulatorio del Norte.

Desde sus inicios, la BCIF de Palmarito financia sus actividades mayormente con recursos propios de los voluntarios y ocasionales donaciones del gobierno regional y organismos privados. Entre sus equipos, casi todos caseros, se encuentra el conocido "batidor", un simple instrumento compuesto por un palo que sujeta en uno de sus extremos una lámina de goma, con la que se golpea el suelo para extinguir llamas de baja o mediana intensidad. El grupo dispone de precarios extintores que se sujetan a la espalda, como un morral, para rociar agua en las zonas afectadas. Para la prevención de incendios, usan principalmente machetes, para deforestar la capa vegetal seca y rastrillos que permiten escarbar la tierra, para luego refrescarla.

## Rally ecológico
Durante 2002 y 2003, el BCIF de Palmarito comienza a realizar ediciones anuales de Rally ecológico por los senderos de la fila de Palmarito, al norte de la Urbanización El Castaño. Los Rallys ecológicos son una puerta para la realización de diferentes cursos de manejo del fuego y prevención y en el que han participado miembros de diferentes dispositivos contraincendios a nivel nacional así como la población en general. Más de 200 personas asisten a este encuentro ecológico y deportivo de montaña.